# Erna Solberg
Erna Solberg (Bergen, 24 de febrero de 1961) es una política, socióloga, politóloga, estadista y economista noruega. Fue la primera ministra de Noruega entre 2013 y 2021 liderando un gobierno de centroderecha y actualmente es líder del Partido Conservador desde 2004.
En 1979 entró en el gobierno local de su ciudad natal, en 1989 fue elegida como parlamentaria en el Storting donde permanece actualmente y posteriormente en el año 2001 pasó a formar parte del gobierno del primer ministro Kjell Magne Bondevik siendo nombrada Ministra de Gobierno Local y Desarrollo Regional, hasta el año 2005.
Erna Solberg está ahora en medio de un escándalo político debido a que su esposo está siendo acusado de operaciones con información privilegiada.

## Inicios y formación
Nacida en la ciudad noruega de Bergen en el año 1961, una de las tres hijas de Asbjørn Solberg (1925-1989) que trabajaba como consultor en la empresa de transporte municipal Bergen Sporvei y su esposa Inger Wenche (1926) que trabajaba como oficinista. Sus padres son ejecutivos. Erna y su familia crecieron en uno de los barrios ricos de su ciudad Kalfaret. Realizó sus estudios primarios en la escuela Nygård skole. A la edad de 16 años, se le diagnosticó dislexia, pero cuyo problema no afecto en ningún momento a su rendimiento académico y a su vez asistía a clases de piano. También pertenecía al movimiento del escultismo (scouts) en la organización YMCA-YWCA Exploradores de Noruega. Posteriormente entró en educación secundaria en el instituto Langhaugen videregående skole, donde fue elegida como miembro de la junta directiva de la Unión de Estudiantes de las Escuelas Noruegas, también durante su etapa como estudiante de secundaria dirigió el evento caritativo nacional Operasjon Dagsverk en la que los estudiantes recolectaron dinero que fue destinado hacia Jamaica para los afectados del Huracán Allen.
Años más tarde pasó a realizar sus estudios universitarios, licenciándose en sociología, ciencias políticas, estadísticas y economía en el año 1986 por la Universidad de Bergen. Durante su último año en la universidad, dirigió la Liga de Estudiantes del Partido Conservador Noruego de la ciudad de Bergen.

## Carrera política
En política decidió entrar en el Høyre (Partido Conservador de Noruega), donde comenzó en el año 1979 en política local, siendo miembro adjunto del consejo de la ciudad de Bergen hasta 1983. Entre 1987 y 1989 perteneció al comité ejecutivo municipal y presidió durante dos años la Juventud Conservadora Noruega y también el Partido Conservador de la ciudad.
Posteriormente, se presentó a las listas del Høyre para las elecciones parlamentarias, donde logró ser elegida en el año 1989 como parlamentaria del Storting (Parlamento Nacional) por el distrito electoral de Hordaland, siendo reelegida en las elecciones nacionales durante cinco ocasiones y donde todavía actualmente pertenece.
El día 7 de marzo del año 1993 fue Líder de la Asociación de Mujeres Conservadoras Nacionales, hasta el 4 de junio de 1998.

### Ministra

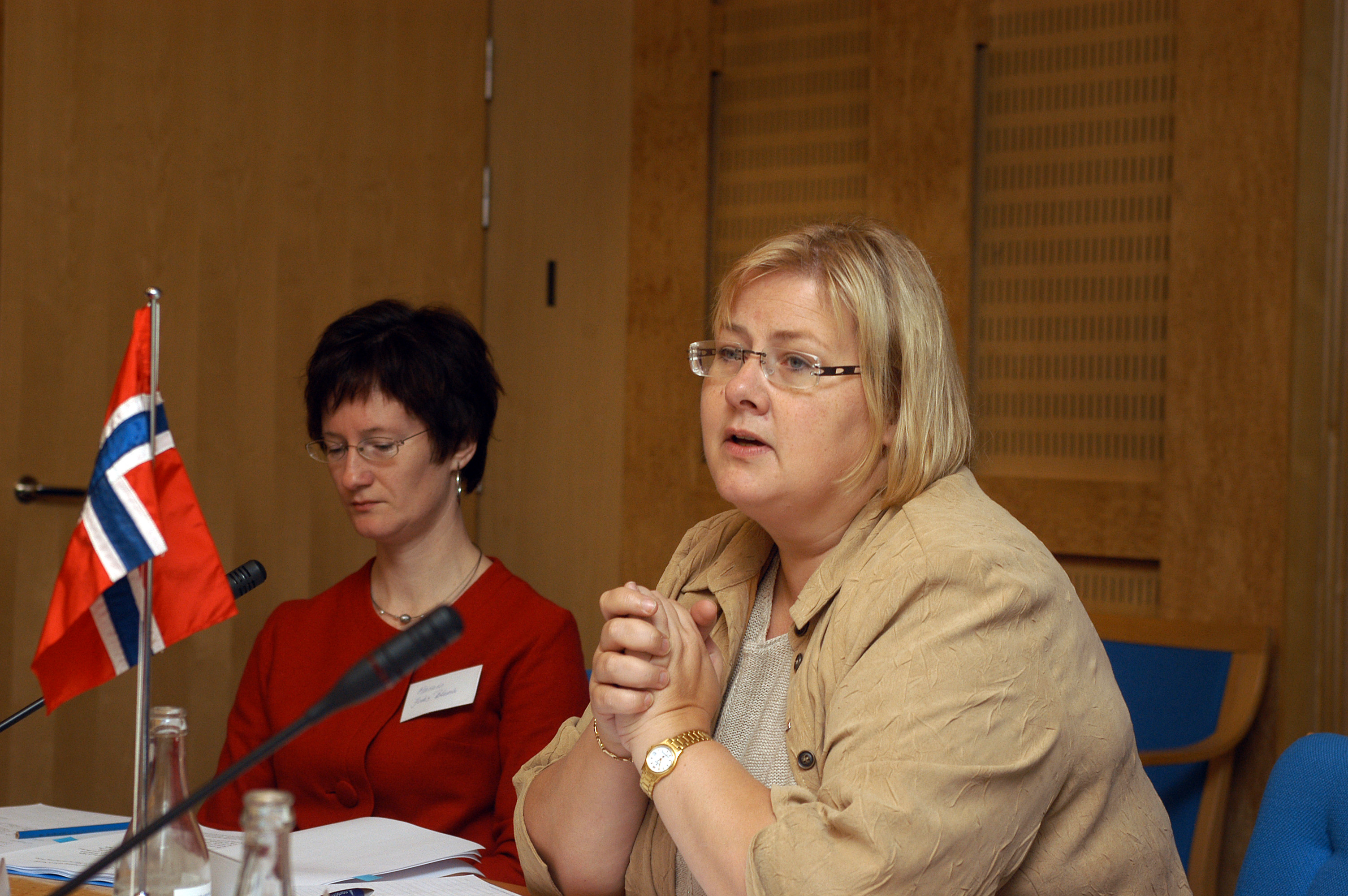
Erna Solberg en la reunión del Consejo de Cooperación Nórdica-Báltica

Como parlamentaria, en el año 2001 pasó a formar parte del gobierno del primer ministro Kjell Magne Bondevik, siendo nombrada el día 19 de octubre como ministra de Gobierno Local y Desarrollo Regional, hasta que fue sucedida en el cargo el 17 de octubre del 2005. Durante su gobierno como ministra, debido a su firme postura sobre la política de asilo, los medios de comunicación ponerle como apodo el nombre de Iron Ernas. También se dio a conocer como ministra por su presión sobre el Ministerio de Asuntos Exteriores para intentar expulsar del país al líder religioso kurdo Mulá Krekar. Hizo que se negara el asilo político a Mordechai Vanunu para no perjudicar las relaciones con Israel.

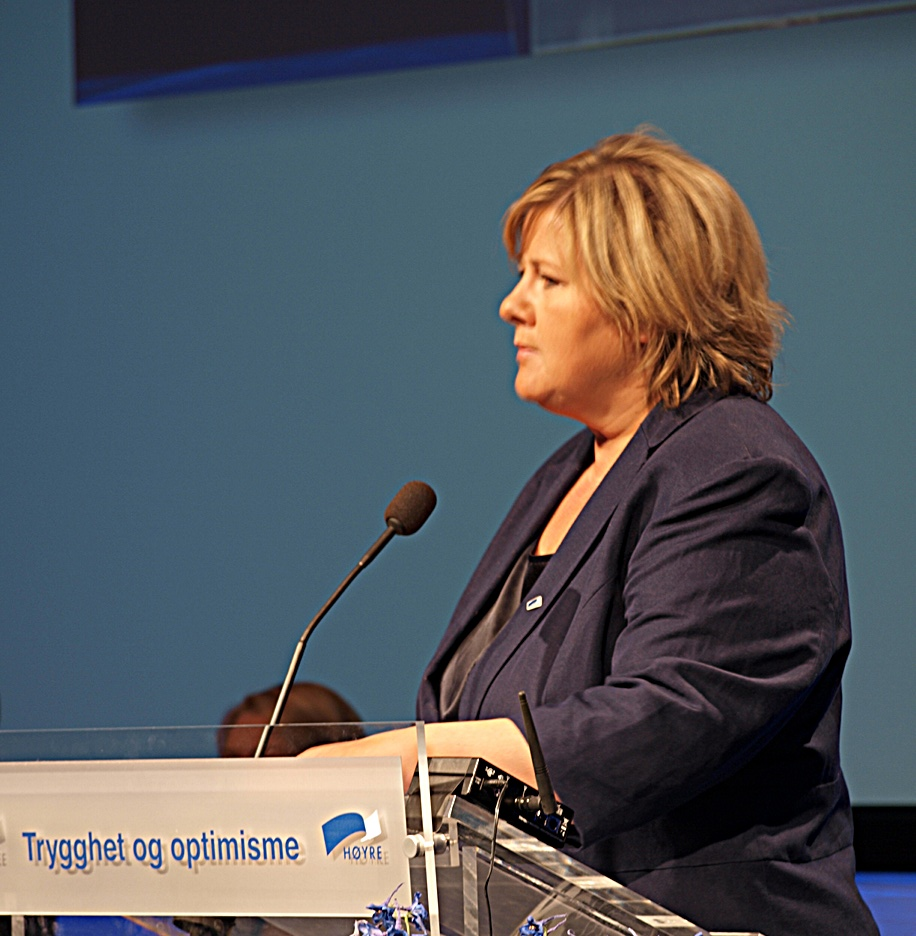
En el año 2009 durante el congreso anual de Høyre.

### Líder del Høyre
En el Partido Conservador Noruego (Høyre), en el año 2002 se desempeñó como Vicepresidenta del partido político hasta que desde el día 9 de mayo del 2004 sucedió a Jan Petersen al ser elegida como Presidenta, siendo asimismo líder del Høyre.
Al liderar el partido, se presentó por primera vez como candidata principal a las elecciones parlamentarias de Noruega de 2005 en las que consiguió el 14,1% de los votos y un total de 23 escaños, en las Elecciones de 2009 se obtuvo el 24,3% y 30 escaños y tras las Elecciones Parlamentarias de 2013 celebradas el día 9 de septiembre, logró ganar los comicios superando a los demás candidatos con un número de 64,4% de los votos y 48 escaños en el parlamento.

## Primera ministra de Noruega
Tras haber logrado la victoria en las Elecciones de 2013, se ha convertido en la primera ministra de Noruega siendo la segunda mujer en ocupar el cargo político después de Gro Harlem Brundtland.
Fue investida como primera ministra el día 16 de octubre de ese mismo año, sucediendo en el cargo al político Jens Stoltenberg y trasladando su residencia a la oficial Inkognitogata 18.
Se enfrentó a tensiones entre los componentes de su mayoría, lo que le llevó a romper con el Partido del Progreso.
Heredó el apodo de "Erna de Hierro", en referencia a la ex primera ministra británica Margaret Thatcher, por su implacable gestión de la crisis migratoria de 2015, durante la cual había endurecido las condiciones de acogida.
Para hacer frente a la caída de los precios del petróleo en marzo de 2020, su gobierno adoptó una serie de medidas de apoyo a las empresas, como la simplificación de los procedimientos para el despido temporal de empleados, y privilegios fiscales.

## Derrota electoral
En agosto del 2021 su partido quedó segundo en las elecciones, por detrás del izquierdista Partido Laborista de Jonas Gahr Støre (26,5% de los votos), en tercer lugar quedó el Partido de Centro que tuvo un 14,7%, mientras que la Izquierda Socialista logró el 7,7 %. En total, la centroizquierda contó con 88 diputados, es decir, mayoría absoluta. Por ende, el Partido Laborista y su aliado centrista no necesitaron de la aprobación de los ex comunistas ni de los verdes para formar gobierno, dando por terminado el gobierno de ocho años liderado por Solberg.

## Condecoraciones
- Comendadora de la Orden de San Olaf 2005.